# رئس المقيل (الدمنة)
رئس المقيل هو دُوَّار يقع بجماعة واد المخازن، إقليم القنيطرة، جهة الرباط سلا القنيطرة في المملكة المغربية. ينتمي الدوّار لمشيخة الدمنة التي تضم 12 دوار. يقدر عدد سكانه بـ 404 نسمة حسب الإحصاء الرسمي للسكان والسكنى لسنة 2004.

## روابط خارجية
- البوابة الوطنية للجماعات الترابية نسخة محفوظة 12 مارس 2018 على موقع واي باك مشين.
- المندوبية السامية للتخطيط